# Bannière de la Ville de Strasbourg

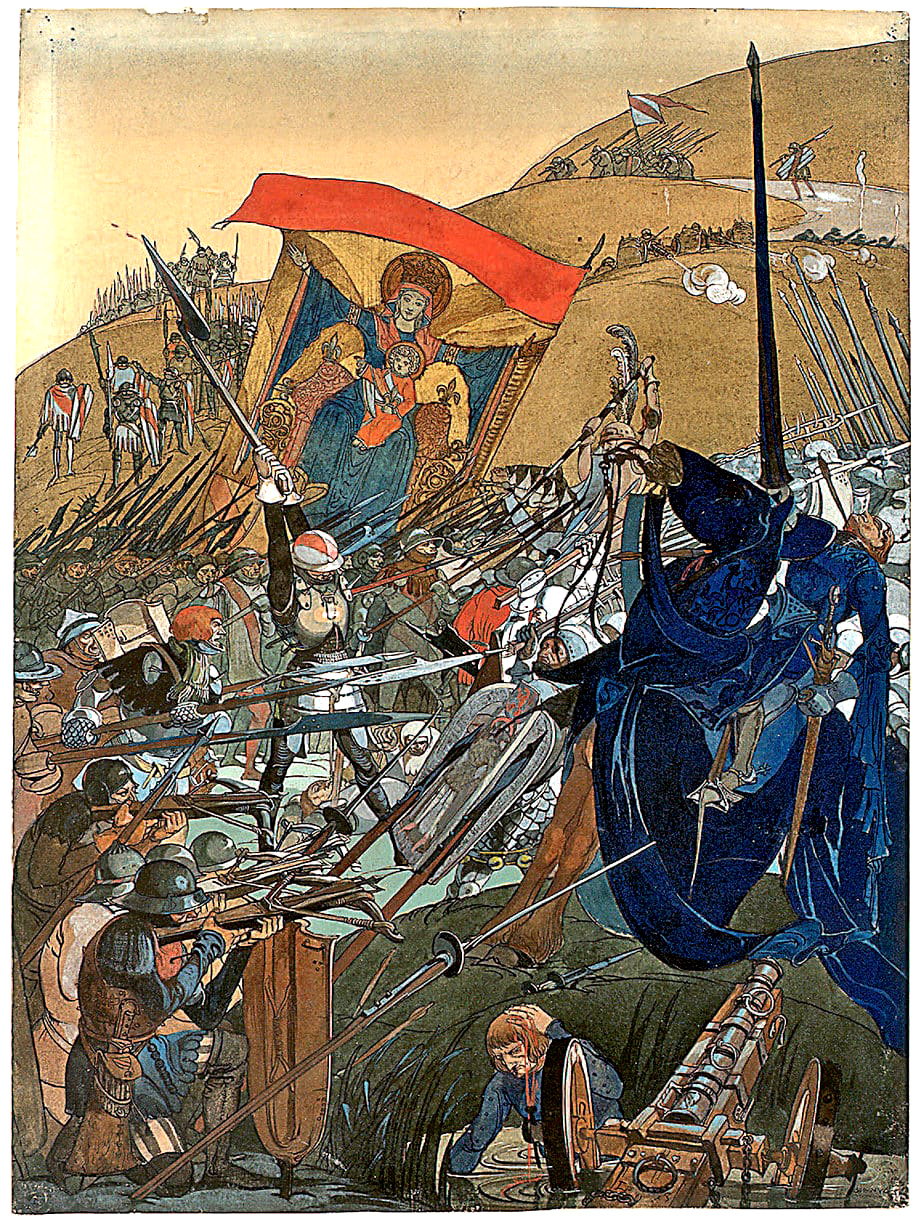
La bannière de Strasbourg à la bataille de Nancy, Léo Schnug, 1903 ou avant.

L’existence de la bannière de Ville de Strasbourg est attestée depuis le début du XIIIe siècle, avant même l’élévation de la cité au rang de ville libre. L’aspect de celle-ci n’est toutefois pas connu avant le début du XVIe siècle. Il y figure alors un thème iconographique unique : une Vierge à l’Enfant dont les bras sont largement écartés, laissant pendre les manches de son vêtements. Du fait de la symbolique mariale, cette bannière n’est plus utilisée après le passage de la Ville à la Réforme au milieu du XVIe siècle. Stockés dans divers bâtiments municipaux, elle est détruite par la foule lors de l’émeute du 21 juillet 1789. Outre la grande bannière, il existait également un étendard équestre, plus petit, sur lequel figurait le même motif. Cet étendard a été perdu dans l’incendie de la bibliothèque municipale en 1870.

## Historique

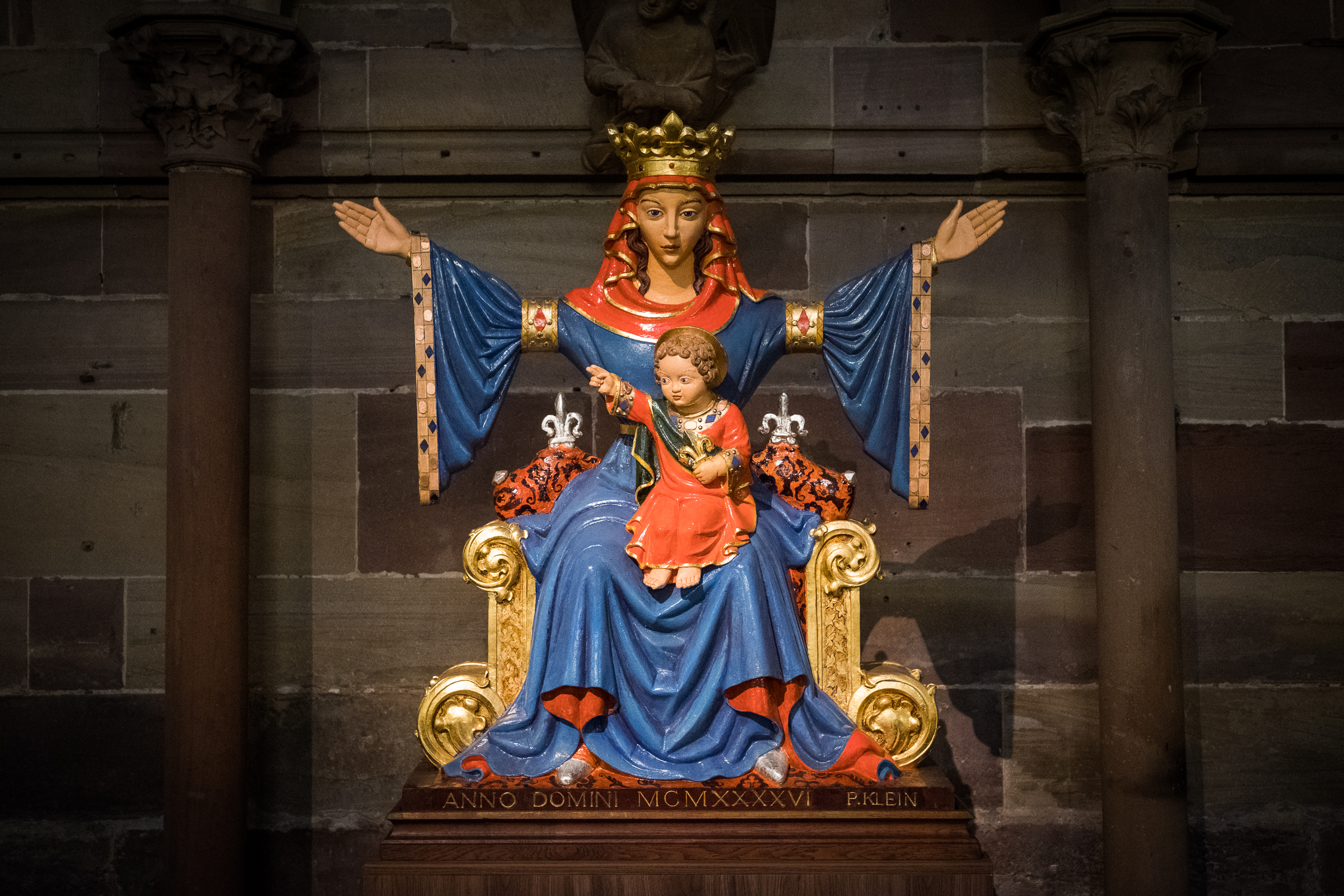
Statue de la Vierge de Strasbourg dans la crypte de la Cathédrale Notre-Dame.

Thomas Murner affirme dans son Germania Nova de 1502 que la grande bannière aurait été réalisée à la suite d’une bataille que les Strasbourgeois auraient remportés sur les enfants de Charlemagne, donc au IXe siècle, grâce à l’apparition de la Vierge. Ce récit est sans doute erroné, soit inventé par Murner lui-même, soit recopié sans recul à partir d’une source inexacte. L’existence d’une bannière est attestée par les statuts de 1201, qui en font supporter le coût de la réalisation à la communauté juive. Cette bannière n’est toutefois pas décrite et son apparence reste inconnue.
La Ville achète en 1310 du tissu blanc et rouge pour faire une série de bannières. Des drapeaux de corps de troupes (vexilla) sont également mentionnés la même année, ainsi que le remplacement de « l’ancienne bannière » (antiquo Banero) et du carrocio qui la porte dans la perspective d’une campagne en Lombardie. De l’argent est dépensé en 1403 pour nettoyer la grande bannière, mais l’opération n’a pas dû avoir le résultat escompté, car les comptes de 1404 comportent le paiement de dix florins à un certain maître Hermann pour la peinture d’une grande bannière. En 1406, le même Hermann reçoit un autre paiement pour dorer la « nouvelle grande bannière ».

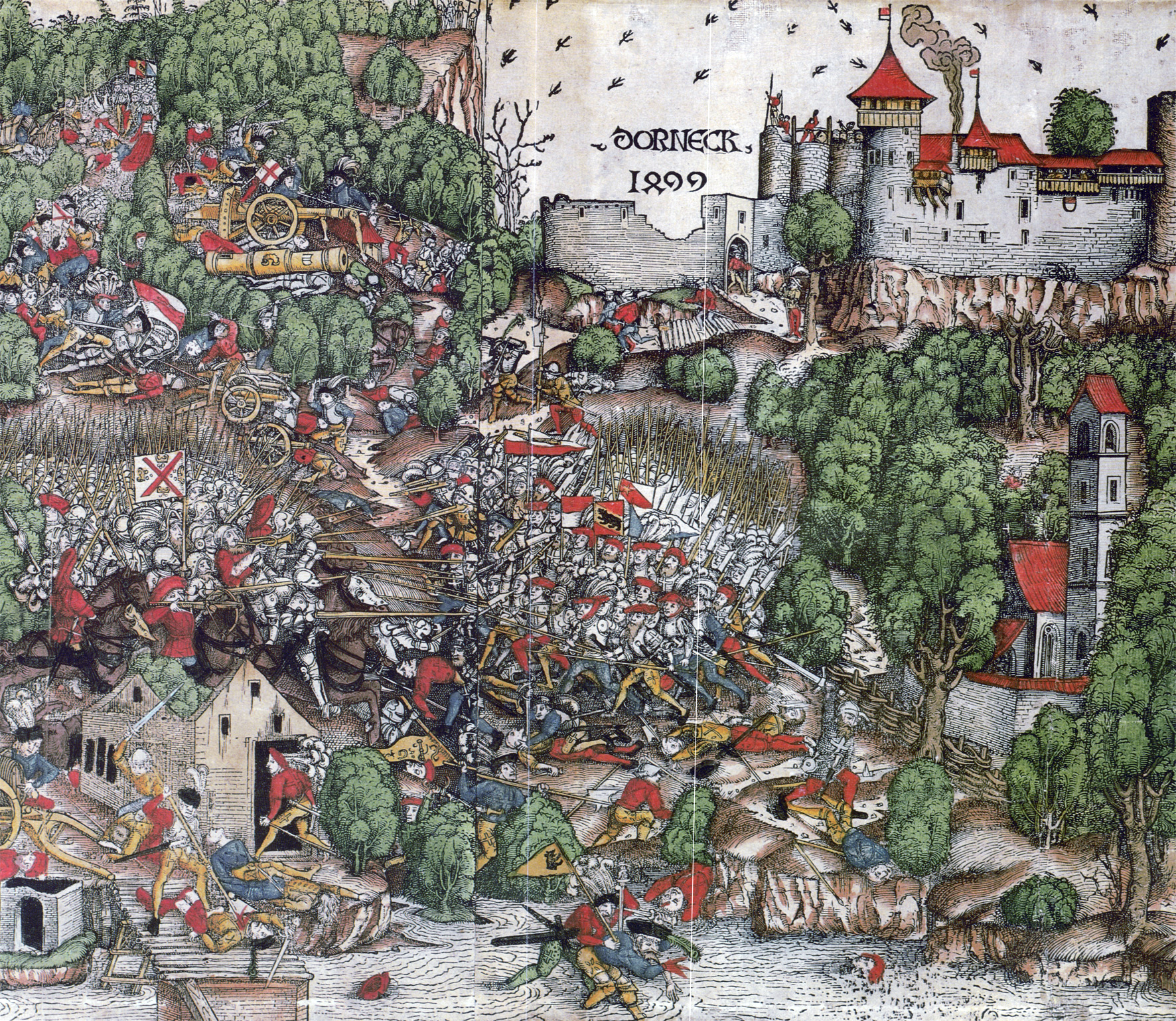
En haut à gauche : Heinrich Rahn de Zürich tue Arbogast de Kageneck et s’empare de la petite bannière de Strasbourg à la bataille de Dornach.

Le règlement de campagne pour les troupes strasbourgeoise de 1475 s’attarde longuement sur la question des drapeaux. Le capitaine doit ainsi s’assurer que les drapeaux de la Ville sont bien gardés et entretenus et les soldats doivent prêter serment, sous peine de mort et de confiscation de tous leurs biens, de ne pas les abandonner. En outre, sauf autorisation du capitaine, il est interdit aux troupes combattant pour la Ville d’arborer d’autres emblèmes que les couleurs de celle-ci. En accord avec ce serment, le porte-bannière Arbogast de Kageneck est tué en protégeant la petite bannière à la bataille de Dornach le 22 juillet 1499.
La grande bannière et l’étendard ne sont plus utilisés après le passage de la Ville à la Réforme au XVIe siècle. Ils sont alors entreposés à la tour aux Pfennigs avec leur carroccio. Ils restent toutefois entretenus et font l’objet de réparations en 1742. À la démolition de la tour en 1745, ils sont déplacés au Herrenstall, l’écurie municipale située dans le quartier de Finkwiller. Le bâtiment est saccagé lors de l’émeute du 21 juillet 1789 et la bannière détruite par la foule. L’étendard équestre survit à cet événement et est par la suite entreposé à la bibliothèque municipale de l’ancienne église des Dominicains. Celle-ci est détruite par un incendie pendant le bombardement de Strasbourg en 1870 et l’étendard disparaît avec elle.

## Grande bannière

### Description

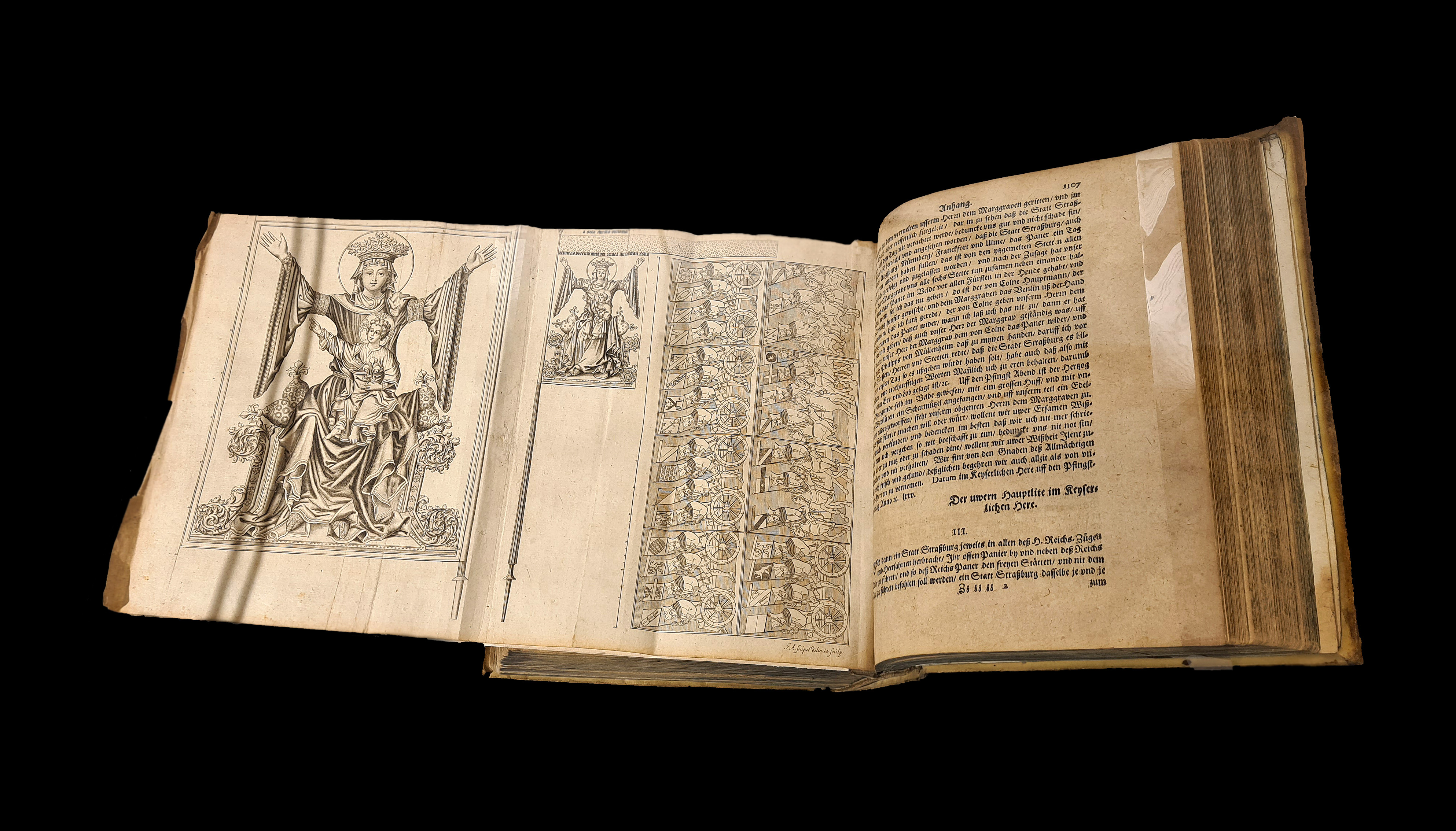
La bannière sous forme de dépliant dans une édition de 1698 de la Chronique de Jacques Twinger.

La grande bannière disparue à la Révolution et datant de la fin du XVe siècle ou du début du XVIe siècle est la seule à être connue en détail. Elle mesure selon Johann Schilter 7,5 Ellen de haut pour 3,5 de large, ce qui correspond selon les auteurs à 4 × 3,5 m ou 4,5 × 4 m. Elle est faite de deux morceaux de taffetas blanc cousus dos à dos, la partie visible étant entièrement peinte. Les deux côtés portent la même représentation : sur fond de feuilles d’or est peinte une représentation de Vierge à l’Enfant. La Vierge est vêtue de pourpre et de bleu, couronnée et à la particularité d’étendre les bras, les manches de son vêtement pendant largement aux extrémités avant d’être resserrées au-dessus du coude par un orfroi. Elle est assise sur un trône d’or sans dossier orné de rinceaux et couvert de tissu vert et rouge. Un grand coussin pourpre semé de couronnes est posé sur le trône et ses coins se terminent en fleurs de lys. L’Enfant, vêtu d’une tunique rouge et d’un manteau pourpre à doublure vert, se trouve sur le genou gauche de la Vierge et tient dans sa main gauche un lys.
La grande bannière a une grande importance symbolique et est utilisée uniquement lorsque toute l’armée est engagée ou lorsque des troupes strasbourgeoises accompagnent l’empereur. Lors de l’expédition de Henri VII de Luxembourg en Italie en 1310, c’est ainsi la seule bannière qui a le droit de flotter aux côtés de celle de l’empereur. Ce droit pourrait être à mettre en relation avec le titre de gonfalonier de Strasbourg que portaient ses prédécesseurs Rodolphe de Habsbourg et Albert Ier. Ce titre remonte au moins à Albert IV le Sage, qui est désigné comme chef de la milice et gardien de la bannière de Strasbourg dans la chronique d’Ellenhard.
Du fait de ses dimensions, la grande bannière n’est pas portée à la main, mais sur un char similaire au carroccio utilisée par les villes de Lombardie. Ce char date au plus tard de 1310 et est stocké à la tour aux Pfennigs au XVIe siècle, mais n’est toutefois plus mentionné après cette date.

### Iconographie
Cette représentation de la Vierge, généralement dite « Vierge aux bras écartée », est propre à la bannière strasbourgeoise et ne se retrouve pas ailleurs. Bien qu’il n’existe aucune représentation ou description de la bannière antérieure au XVIe siècle, il est assez probable qu’il n’y ait pas eu de changement majeur de thème iconographique depuis le XIIIe siècle. L’origine du motif remonte probablement aux orantes. L’Hortus deliciarum, qui date du début du XIIIe siècle, montre ainsi des orantes dont les bras sont moins écartés que celle de la bannière, mais dont le vêtement à large manche et orfroi est similaire.

### Reproductions

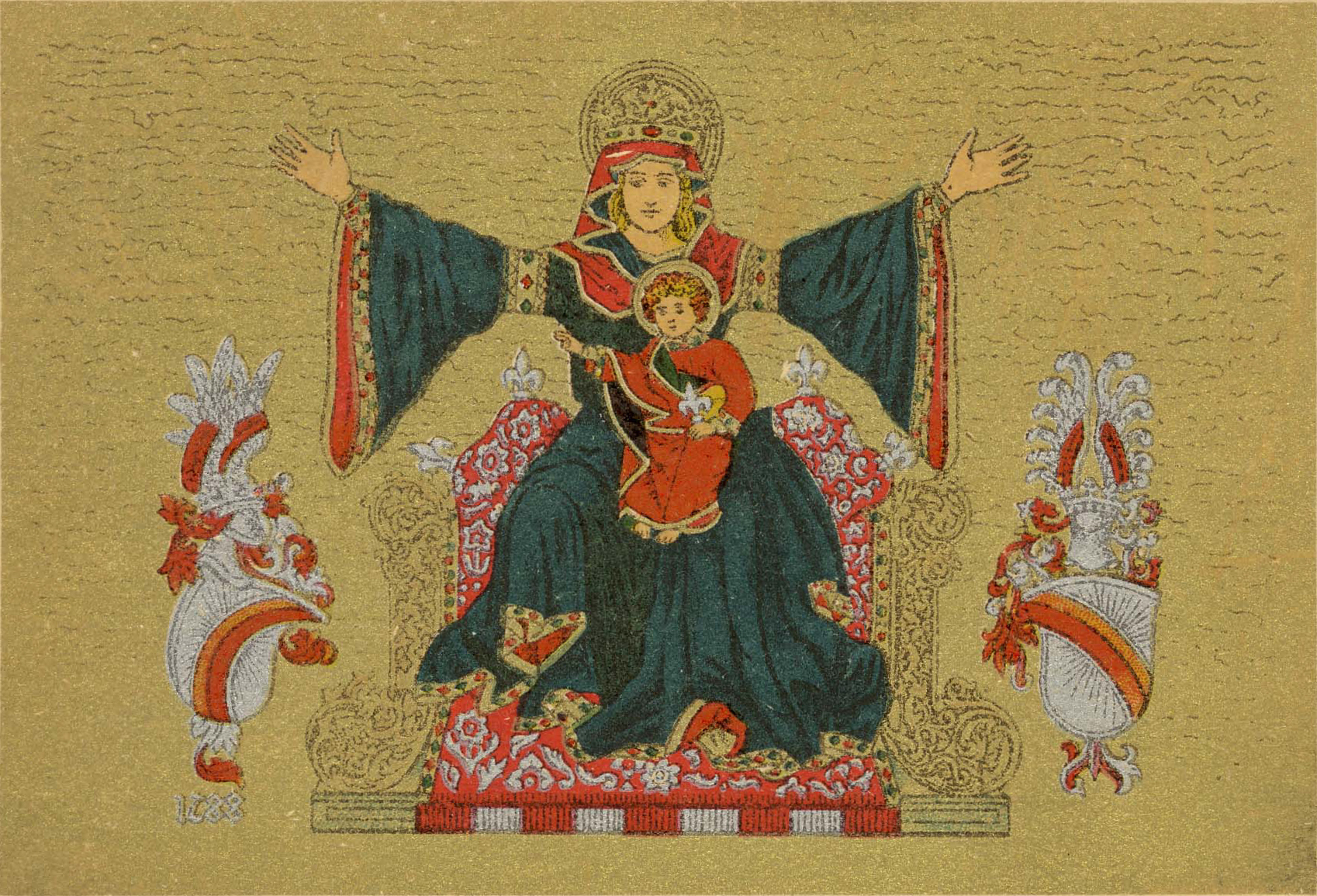
Carte postale du début du XXe siècle représentant la bannière de la ville

La plus ancienne représentation de la bannière connue est la gravure sur bois figurant dans le Germania Nova de Thomas Murner de 1502. Une Vierge aux bras écartés tout à fait similaire figure dans le Germania de Wimpfeling publié l’année précédente, mais l’illustration ne montre pas clairement qu’il s’agit d’une bannière. De la même période date le tableau précédemment cité, autrefois considéré comme du XIIIe siècle mais plus vraisemblablement du XVIe siècle en raison de ses caractéristiques stylistiques et de la présence d’une inscription en chiffres arabes, qui ne sont pas utilisés en Alsace avant le XVe siècle. Ce tableau, de provenance non identifiée, a disparu dans l’incendie de la bibliothèque municipale en 1870.
À la fin du XVIIe siècle, une gravure sur cuivre de Jean Adam Seupel reproduisant la grande bannière orne le frontispice de l’édition de Johann Schilter de la chronique de Koenigshoffen. En 1736, Weiss réalise des gravures des deux bannières pour l’ouvrage Jean François Mollinger, De jure vexilli Argentoratensium. À la même époque est réalisée une reproduction en miniature pour la trompette du Roraffe de l’orgue de la cathédrale.
Les imitations se succèdent à partir du XIXe siècle. L’une d’elle est réalisée en 1840 pour la fête de Gutenberg et sert en diverses occasions. D’assez faible qualité, elle a disparu dans l’incendie de la bibliothèque municipale. Une autre reproduction faite à Lyon est offerte à Strasbourg en 1873. Conservée à la cathédrale, elle sert notamment dans les processions. Une autre copie de la bannière est fabriquée en 1894 à l’occasion de l’inauguration du restaurant de la maison Kammerzell et une dernière, de dimensions colossales, pour l’entrée de Guillaume II à Strasbourg en 1908. La bannière figure également sur les bons du trésor mis brièvement en circulation à Strasbourg en 1918. Enfin, elle a inspiré Baptiste Petit-Gérard pour la réalisation de la baie d’axe de la cathédrale de Strasbourg. Détruit en 1944, ce vitrail a été remplacé par une réalisation de Max Ingrand qui reprend le même motif.

## Autres bannières

### Étendard équestre
L’étendard équestre est considérablement plus petit. Il comporte la même représentation d’une Vierge aux bras écartée que la grande bannière, mais celle-ci est surmontée ici d’une longue banderole rouge à pois blancs. L’image diffère également de celle de la grande bannière par la présence de deux inscriptions en lettres noires sur fond doré : a solo Christo victoria sur l’avers et venite ad puerum Christum, omnes qui onerati estis sur le revers.

### Petite bannière
La petite bannière est un rectangle de wikt:cendal blanc portant une bande rouge. La petite bannière parfois est surmontée d’une banderole rouge, aussi appelée Wimpel, Schwenkel ou, dans  le langage héraldique, « chef prolongé en queue ». Certaines représentation de la fin du XVe siècle montrent également une banderole blanche plutôt que rouge.
Cette bannière semble avoir été à l’origine commune à l’évêché et à la Ville, les plus anciennes représentation la décrivant comme bannière de l’évêché. Après l’indépendance de la Ville à la fin du XIIIe siècle, cette dernière aurait conservé ces couleurs tandis que l’évêque les aurait inversé.
Un exemplaire de la petite bannière est conservé au musée national suisse. Il s’agit de la bannière prise par Heinrich Rahn de Zürich à la bataille de Dornach en 1499. Remis aux autorités municipales de Zürich, ce drapeau reste accroché dans la Wasserkirche jusqu’en 1524. Bien qu’il soit question au XVIe siècle de la restituer, cette bannière reste à l’arsenal de Zürich. Bien que désormais très abîmée, cette bannière composée de plusieurs morceaux de soie cousus ensemble devait mesurer à l’origine 1,50 m de haut et 2 m de long.